# Henrik Walter

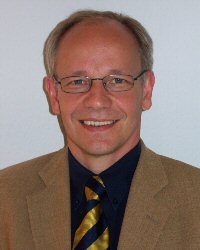
Henrik Walter (September 2006)

Henrik Walter (* 10. Mai 1962 in Heidelberg) ist ein deutscher Psychiater, Hirnforscher und Philosoph an der Charité – Universitätsmedizin Berlin.

## Leben
Seit 2010 ist Henrik Walter Inhaber des neu geschaffenen Lehrstuhls für Psychiatrie mit Schwerpunkt psychiatrische Neurowissenschaft und Neurophilosophie an der Charité – Universitätsmedizin Berlin und Leiter des Forschungsbereichs Mind and Brain an der dortigen Klinik für Psychiatrie und Psychotherapie.
Nach dem Studium der Humanmedizin, Philosophie und Psychologie in Marburg, Gießen und Boston, promovierte er in den Fächern Medizin (Gießen 1991) und Philosophie (Braunschweig 1997). Nach der Facharztausbildung für Neurologie sowie für Psychiatrie und Psychotherapie hatte er zunächst Professuren in Frankfurt (Biologische Psychiatrie) und Bonn (Medizinische Psychologie) inne, bevor er 2010 nach Berlin wechselte. 
Seine klinischen Schwerpunkte liegen auf schizophrenen und affektiven Störungen, seine empirische Forschung reicht thematisch von exekutiven Funktionen und Volition, Belohnungsmechanismen und der Interaktion von Emotion und Kognition über Emotionsregulation und soziale Kognition bis zu Imaging Genetics. In der Philosophie beschäftigt er sich vor allem mit Fragen der Philosophie des Geistes und der Neuroethik.
Er ist zusammen mit Achim Stephan Hauptantragsteller des Forschungsprojektes Animal Emotionale, das seit 2005 von der VolkswagenStiftung gefördert wird und die Rolle von Emotionen als „Missing Link“ zwischen Erkennen und Handeln aus philosophischer und neurowissenschaftlicher Sicht untersucht.